# ノビタ
ノビタ（スペイン語: Nóvita, スペイン語発音: [ˈno.βi.ta]）はコロンビアチョコ県の町である。
ノビタはかつてチョコ県の県都で産金の中心地であった。ノビタの住民の多数はアフリカ系コロンビア人である
。町長はカマチョ。

## 歴史
タマナ川(Tamána river)河畔に臨むノビタの町は1709年9月30日に創立された。

## 産業
- 農業:バナナ、コメ、トウモロコシ、キャッサバ
- 鉱業:銀、金、白金
- 貿易

## 地方自治体
- ティグレ(Tigre)
- サンタロサ(Santa rosa)
- タンビト(Támbito)
- クルンド(Curundo)
- フンタス(Juntas)
- トラ(Torra)
- エルカホン(El cajón)
- カルメンデスラマ(Carmen de Surama)
- イラブブ(Irabubu)
- サンロレンソ(San Lorenzo)
- セセゴ(Sesego)
- エルティグレ(El Tigre)
- ウラバラ(Urabará)